# سيث أدكنز
سيث أدكنز (بالإنجليزية: Seth Adkins)‏ مواليد 30 أكتوبر 1989 في ألباكركي، نيومكسيكو، الولايات المتحدة، هو ممثل أمريكي بدأ مسيرته الفنية سنة 1996.

## الأعمال
- الساحرة المراهقة سابرينا
- إي آر
- ممسوس بملاك
- ذا درو كاري شو
- سي إس آي: ميامي
- القاضية إيمي
- الجناح الغربي
- إن سي آي إس
- تيتانيك
- مافيا!

## وصلات خارجية
- سيث أدكنز على موقع IMDb (الإنجليزية)
- سيث أدكنز على موقع ألو سيني (الفرنسية)
- سيث أدكنز على موقع أول موفي (الإنجليزية)
- سيث أدكنز على موقع قاعدة بيانات الأفلام السويدية (السويدية)
- سيث أدكنز على موقع قاعدة بيانات الفيلم (الإنجليزية)
- سيث أدكنز على موقع كينوبويسك (الروسية)
- الموقع الرسمي